# Pantoporia tricolor
Pantoporia tricolor är en fjärilsart som beskrevs av Otto Staudinger 1889. Pantoporia tricolor ingår i släktet Pantoporia och familjen praktfjärilar. Inga underarter finns listade i Catalogue of Life.